# Aurora (Asimov)
Pour les articles homonymes, voir Aurora.
Aurora ou Aurore est une planète fictive dans les romans d'Isaac Asimov. Elle est la première planète colonisée par les Terriens entre 2060 et 2070 ap. J.-C.
Elle devient par la suite la capitale des mondes spaciens. Ses habitants l'abandonnent peu à peu après la seconde vague de colonisation terrienne. On retrouve leurs descendants 20 000 ans plus tard dans le secteur de Mycogène sur Trantor (Prélude à Fondation).
R. Daneel Olivaw y est conçu en 5000 ap. J.-C. par les docteurs Han Fastolfe et Roj Nemennuh Sarton.
Elijah Baley s'y rend en 5003 pour défaire un complot visant à empêcher la colonisation terrienne de la Galaxie et permet ainsi l'instauration de l'Empire Galactique (Les Robots de l'aube).
Golan Trevize alors à la recherche de la Terre disparue y fait escale en 498 Ère de Fondation (Terre et Fondation). Elle est totalement abandonnée depuis longtemps par les humains, par contre il reste des chiens très agressifs.